# Сиконулф (Салерно)
Сиконулф (на латински: Siconulf, Siconolf, Sikenolf, Siconolfo, Siconulfus) е първият принц (княз) на Княжество Салерно през 849 – 851 г.

## Произход и управление
Той е син на Сико I (принц на Беневенто). Брат е на Сикард (принц на Беневенто 832 – 839) и на Ита (Итана), която се омъжва за Видо I (херцог на Сполето).
През 839 г. Раделчис I убива Сикард, а Сиконулф е затворен в Таранто. Жителите на град Салерно издигат Сиконулф за принц. Група от хора от Салерно и Амалфи го освобождават. Последвалата война между Раделчис и Сиконулф е прекратена през 851 г. от император Лудвиг II, който признава Сиконулф за принц на Салерно. Херцогството Беневенто е разделенено на три Беневенто, Княжество Салерно и Княжество Капуа.
Той умира през 851 г. и неговият малолетен син Сико II поема неговото място.